# Родионова, Вера Михайловна
Вера Михайловна Родионова (3 августа 1932, Троица, Московская область — 23 января 2025, Москва) — советская и российская учёная и педагог; доктор экономических наук, профессор, Заслуженный деятель науки РФ (1996).
Автор научных исследований, посвященных вопросам теории финансов и развитию бюджетной системы СССР и России. Под её руководством подготовлены 32 кандидата и 3 доктора экономических наук.

## Биография
Родилась 3 августа 1932 года в деревне Троица Угодско-заводского района (ныне Жуковского района) Калужской области.
В 1954 году окончила финансово-экономический факультет Московского финансового института (МФИ, ныне Финансовый университет при Правительстве Российской Федерации); в 1964 году — аспирантуру этого же вуза.
В МФИ работала с 1957 года — ассистент, затем старший преподаватель (1961), доцент (1965) и профессор (1987) кафедры «Финансы».
В 1961—1964 годах была заместителем декана финансово-экономического факультета; в 1964—1967 годах — декан кредитно-экономического факультета.
В 1987—2004 годах работала заведующей кафедры «Финансы», а с 2004 года — директором Центра исследования финансовых проблем Финансовой академии при Правительстве Российской Федерации.
Была членом редколлегии журнала «Финансы» и редакционного совета журнала «Финансы и кредит».
В числе её наград — знаки «Отличник высшей школы» (1977) и «Почётный работник высшего профессионального образования Российской Федерации» (2002), а также медали.
Умерла 23 января 2025 года в Москве.